# Bedekte weg

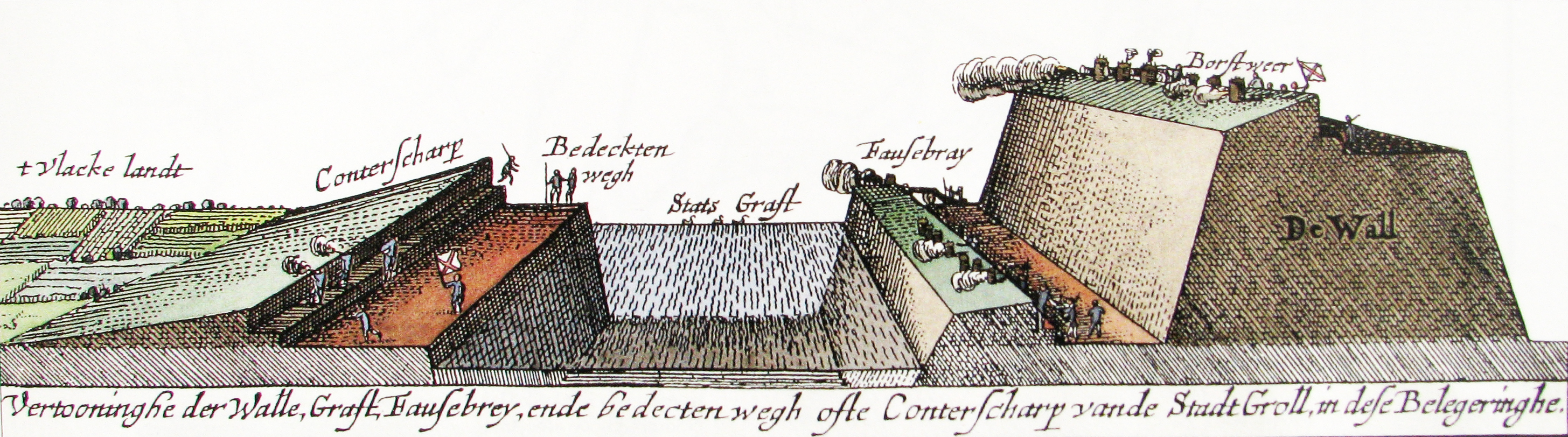
Doorsnede van de vestingwerken rond Groenlo in 1627. V.l.n.r.:de contrescarp, bedekte weg, gracht, faussebray/onderwal, bedekte weg, aarden hoofdwal, borstwering. De stad is rechts.

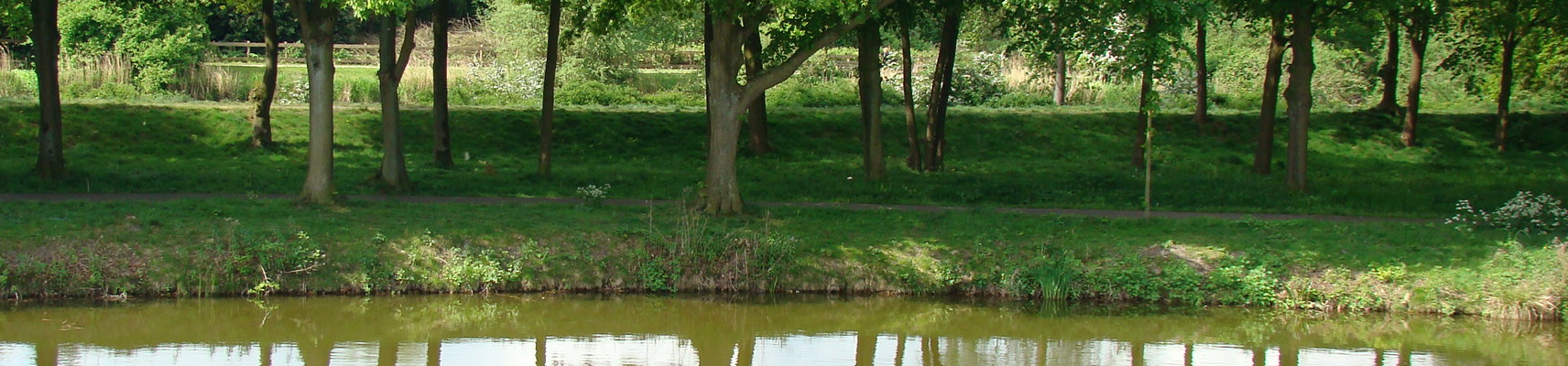
Bedekte weg te Naarden gezien vanaf de stad, goed bewaard gebleven borstwering.

Een bedekte weg is een doorlopende weg rondom een vesting, gedekt door een extra wal zoals een contrescarp of glacis. Vanaf de bedekte weg kon men het achterliggende gebied verdedigen tijdens een belegering. Vestingwerken die zijn aangelegd volgens het oud-Nederlands vestingstelsel hebben ook een bedekte weg tussen de onderwal en hoofdwal aan de stadszijde. (Zie afbeelding)